# Football Club Bischwiller
Le Football Club Bischwiller est un club français de football fondé en 1907 et localisé à Bischwiller en Alsace. Le club évolue dans Ligue d'Alsace de football et a participé au Championnat de France amateur en 1956-1957. Il est notamment connu pour son passé prestigieux.

## Histoire

### Les débuts du club
La pratique du football à Bischwiller remonte à 1900. Les anciens du club local se réunissent en 1907 au Kaffee Bertrand et fondent le « Bischwiller Fussball-Club BFC ». Evoluant d'abord sur un terrain d'exercice de l'armée peu adapté à la pratique du football, le club n'obtient pas de la municipalité le droit de jouer à la Niedermatt. Ce terrain est finlamement acheté par des particuliers et loué au club. Le premier match joué au stade Langesand a lieu en 1907. C'est une défaite 2-4 contre la réserve d'Haguenau.

### Résultats sportifs
Le FC Bischwiller remporte quatre fois le titre de champion d'Alsace en 1925, 1933, 1934 et 1956.
En 1925, le FCB est récompensé par le quotidien L'Auto qui le désigne « club champion régional le plus méritant ». Le quotidien sportif explique en choix en pointant le fait que l'ensemble de l'effectif de l'équipe fanion du FCB est formée au club.
Durant les années 1920 et 1930, le FCB fait régulièrement de bons parcours en Coupe de France de football. Lors de l'édition 1923-1924 le club atteint les seizièmes de finale après avoir éliminé le Club français à Paris par 3-2 au tour précédent. Il perd en seizième de finale contre le Racing Club de Roubaix 4-1 en match d'appui à Lille après un premier match nul 1-1 à Metz.
Dans l'entre-deux-guerres, le FC Bischwiller participe en outre à sept reprises aux trente-deuxièmes de finale de la Coupe de France. Le club s'incline ainsi en 1922 contre le Racing Club de France sur le score de 4-2 à Paris, puis en 1923 contre le Red Star par 5-1 à Paris. Le FCB perd également deux fois à ce stade de la compétition contre l'Union sportive suisse de Paris : en 1925 sur le score de 4-2 à Paris, et en 1928 après un premier match nul 1-1 disputé à Mulhouse et un match d'appui perdu 3-1 à Paris.

## Identité

### Logos

Ancien logo.
Logo depuis 2015.

## Joueurs et personnalités emblématiques

### Entraîneurs
- 1952-1956 : / Paco Mateo[12]

### Joueurs
L'international français Oscar Heisserer fait ses débuts au FC Bischwiller et participe aux deux titres de champion d'Alsace obtenus par le club dans les années 1930.
Lucien Muller, international, joueur au Réal Madrid et entraîneur notamment au Barça a également fait ses débuts à Bischwiller.